# Chelsea Football Club 1919-1920
Questa voce raccoglie le informazioni riguardanti il Chelsea Football Club nelle competizioni ufficiali della stagione 1919-1920.

## Stagione
La stagione 1919-1920 , la prima dopo la fine del primo conflitto mondiale, fu conclusa dal Chelsea in terza posizione in First Division, dietro West Bromwich Albion e Burnley.

In FA Cup i Blues si fermarono in semifinale, sconfitti per 3-1 dall'Aston Villa dopo aver battuto Bolton (1-0), Swindon Town (4-0), Leicester City (3-0) e  Bradford Park Avenue (4-1).

## Maglie e sponsor
Le maglie erano blu, con pantaloncini bianchi e calzettoni neri con due righe blu. La divisa da trasferta era bianca, con calzettoni blu a righe bianche.
| Casa | Trasferta |

## Rosa
| N. |                        | Ruolo | Calciatore                  |
| -- | ---------------------- | ----- | --------------------------- |
|    | Inghilterra (bandiera) | P     | Jim Molyneux                |
|    | Inghilterra (bandiera) | P     | Colin Hampton               |
|    | Inghilterra (bandiera) | D     | Jack Harrow                 |
|    | Scozia (bandiera)      | D     | William Cunningham Dickie   |
|    | Inghilterra (bandiera) | D     | Walter Bettridge            |
|    | Inghilterra (bandiera) | D     | Owen Marshall               |
|    | Inghilterra (bandiera) | D     | Andrew Walker               |
|    | Inghilterra (bandiera) | C     | Harry Wilding               |
|    | Danimarca (bandiera)   | C     | Nils Middelboe              |
|    | Scozia (bandiera)      | C     | Tommy Logan                 |
|    | Scozia (bandiera)      | A     | Charlie Freeman             |
|    | Inghilterra (bandiera) | A     | Thomas James Charles Baxter |
|    | Scozia (bandiera)      | A     | Buchanan Sharp              |

| N. |                        | Ruolo | Calciatore      |
| -- | ---------------------- | ----- | --------------- |
|    | Scozia (bandiera)      | A     | John Browning   |
|    | Inghilterra (bandiera) | A     | Bob McNeil      |
|    | Inghilterra (bandiera) | A     | Jack Cock       |
|    | Inghilterra (bandiera) | A     | Harry Ford      |
|    | Inghilterra (bandiera) | A     | James Gallon    |
|    | Inghilterra (bandiera) | A     | Laurence Abrams |
|    | Inghilterra (bandiera) | A     | Harold Brittan  |
|    | Scozia (bandiera)      | A     | Jimmy Croal     |
|    | Inghilterra (bandiera) | A     | Bob Whittingham |
|    | Inghilterra (bandiera) | A     | Harold Halse    |
|    | Inghilterra (bandiera) | A     | George Dale     |
|    | Inghilterra (bandiera) | A     | John Lee        |